# Asclepias buchwaldii
Asclepias buchwaldii là một loài thực vật có hoa trong họ La bố ma. Loài này được (Schltr. & K.Schum.) De Wild. mô tả khoa học đầu tiên năm 1904.